# Kiểu dữ liệu cơ bản
Trong lĩnh vực khoa học máy tính, kiểu dữ liệu cơ bản (primitive data type) là kiểu được định nghĩa bởi một ngôn ngữ lập trình làm gốc để xây dựng các kiểu dữ liệu phức hợp khác.